# Четтиар

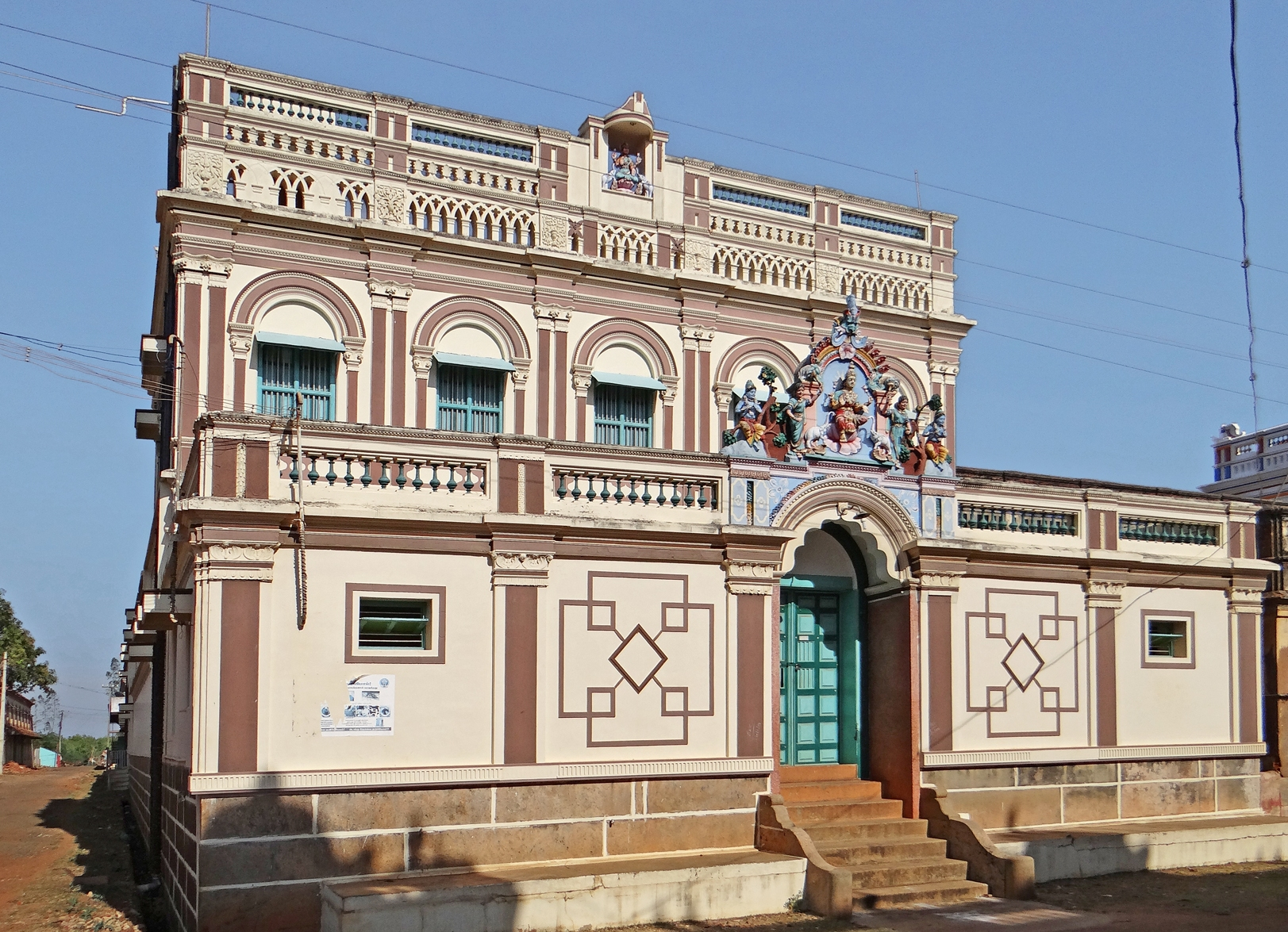
Дворец четтиаров в регионе Четтинад

Четтиар (иногда четтияр) или четти — торгово-финансовая каста, наиболее влиятельная в штате Тамилнад. Кроме того, представители касты четти широко представлены в деловых кругах Пондичерри, Кералы, Карнатаки и Андхра-Прадеша, а также Шри-Ланки, Мьянмы, Малайзии и Сингапура. Среди четти особенно много торговцев, банкиров и ростовщиков, а также землевладельцев. Также из среды четти вышло немало юристов, чиновников и политиков как Тамилнада, так и Индии.
Среди четтиаров преобладают эндогамные браки. Небольшие группы четтиаров, преимущественно ланкийского происхождения, существуют среди тамильских диаспор в Англии, США, Канаде и Австралии.  

## Этимология

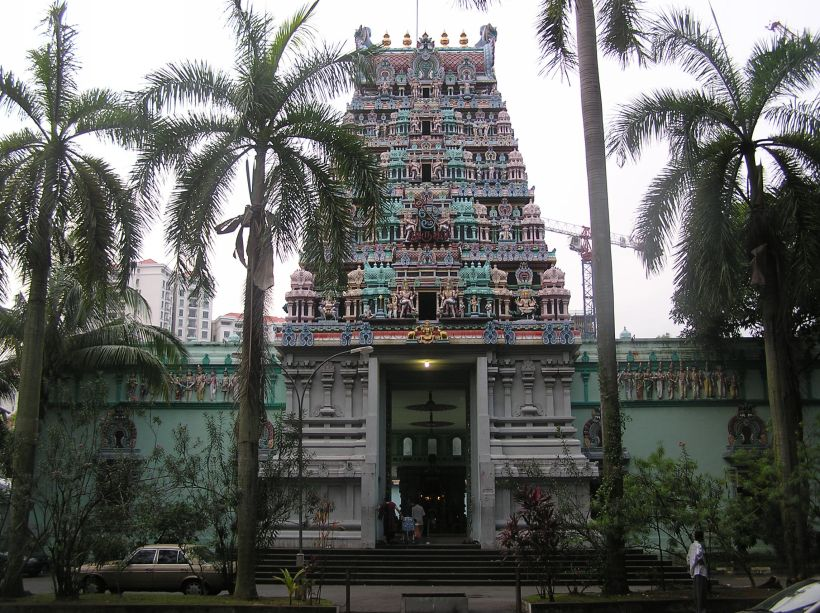
Храм Шри Тхендаютхапани, основанный в Сингапуре местными четтиарами

Четти является обобщающим термином, который обозначает торговца или торговую группу (касту) в Южной Индии. Предположительно, слово произошло от тамильского этти — почётного титула, которым награждали ведущих торговцев в государствах Пандья и Чола. В эпической тамильской поэме «Шилаппадикарам», которая датируется III веком, но описывает события второй половины II века, «этти» («лучшие») встречается как титул, которым цари награждали купцов за особые заслуги. Согласно другой версии, четти произошло от санскритского шрештхи (श्रेष्ठी), что означает «богатство».
От термина четти (четтиар) произошло название региона Четтинад, который охватывает округ Шиваганга в Пандьянаде (юго-восточная часть штата Тамилнад) и часть округа Пудуккоттай в Чоланаде (восточная часть Тамилнада). В XIX — начале XX века многие жители Четтинада эмигрировали в Южную и Юго-Восточную Азию, особенно на Цейлон, в Бирму и на Малайский полуостров.

## Особенности
Регион Четтинад имеет свои культурные и бытовые особенности — местный вариант тамильской кухни, свою жилую архитектуру, свои религиозные и кастовые традиции. Подавляющее большинство четти исповедуют шиваизм, однако в прибрежных поселениях Тамилнада встречаются четти христиане и мусульмане. Наиболее широко четти Четтинада, а также Кералы, Карнатаки, Шри-Ланки, Малайзии и Сингапура празднуют Ганеша-чатуртхи, посвящённый богу благополучия Ганеше. 
Четтинад является традиционным домом для общины (подкасты) нагаратхар, также известной как наттукоттай четтиары. Издревле члены нагаратхар были известны как странствующие торговцы. В местах, где они оседали, нагаратхары возводили собственные шиваистские храмы. В период Чола многие нагаратхары занялись морской торговлей и основали свои колонии в портах Юго-Восточной Азии. К началу европейской экспансии в XVII веке нагаратхары были известны как торговцы солью и специями, а в следующие два столетия приобрели репутацию влиятельных торговых посредников и ростовщиков. В XIX веке часть нагаратхаров Южной Индии стала крупными заминдарами (изначально они просто кредитовали землевладельцев, но когда те не могли вовремя выплатить долг, забирали земельные наделы).
У четти, кроме наттукоттай четтиаров, имеется ещё несколько подкаст и субэтносов — четти наиры в Керале, телугу четтиары в Андхра-Прадеше, четти веллалар на Шри-Ланке, элур четти, валланатту четтиары, ванья четтиары, салуппа четти и садху четти в Тамилнаде. Не все подкасты четти относятся к обеспеченным или продолжают заниматься торговлей. Подкаста элур четти (или эжур четти) распространена в округах Нагапаттинам, Танджавур, Пудуккоттай и Каньякумари, а также в городах Ченнаи, Тривандрам (Керала) и Бангалор (Карнатака). Со времён государства Чола элур четти занимались морской торговлей и оседали во многих портах Пандьи и Черы, где строили храмы бога Ганеши. Сегодня главные храмы элур четти расположены возле городка Эраниэль и в селении Калкулам (округ Каньякумари). Подкаста валланатту четтиаров распространена в округ Пудуккоттай. И элур четти, и валланатту четтиары относятся к «низким» и бедным подкастам тамилов.

## История

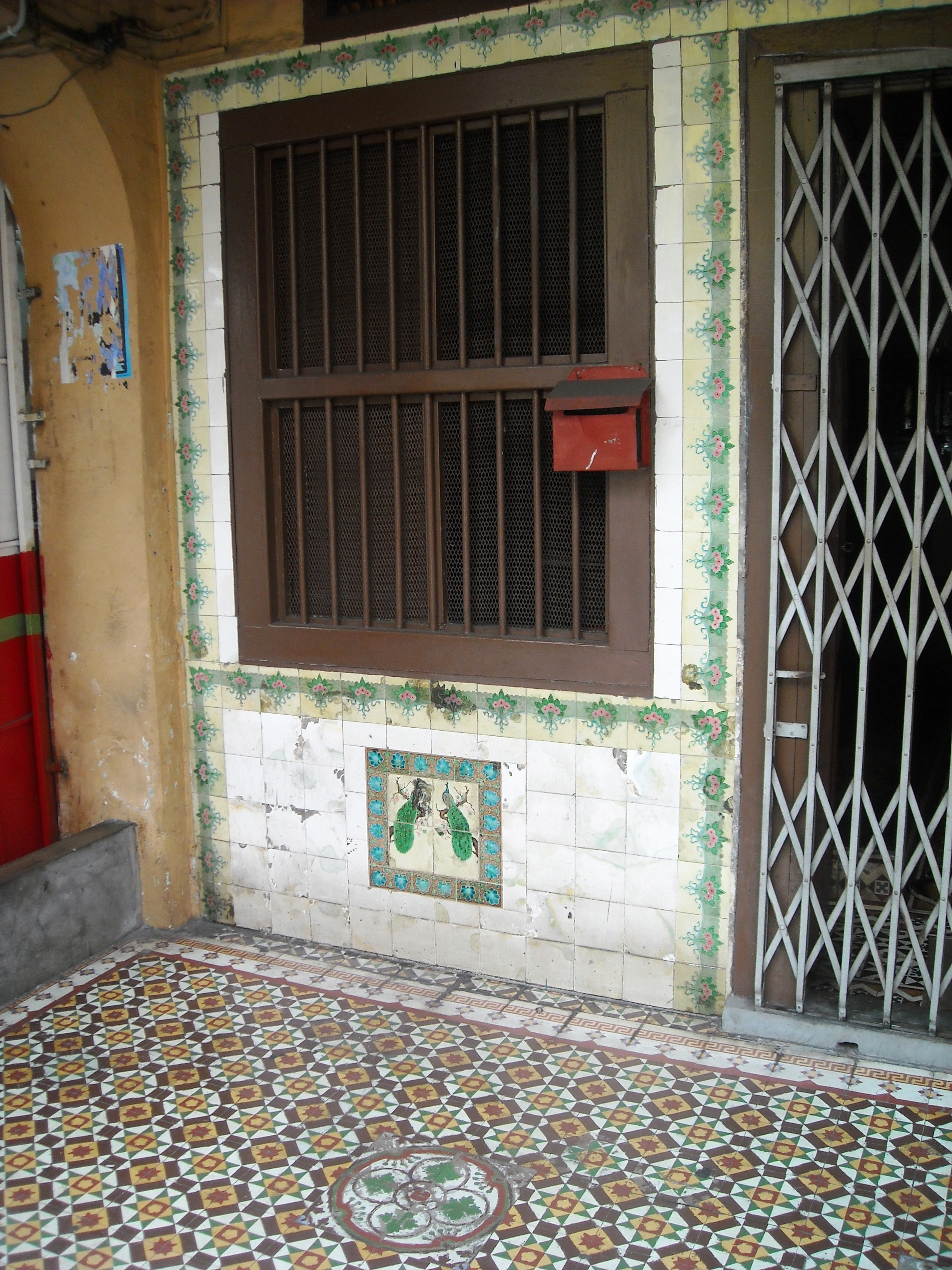
Орнамент торгового дома четтиаров в Малайзии

Традиционными центрами касты четтиар являются округа Шиваганга, Пудуккоттай, Раманатхапурам и Куддалор. В период британского правления четти заняли монопольное положение в текстильной промышленности Тамилнада и Кералы. Многие из них владели банками, торговыми и страховыми компаниями, отелями и театрами не только в Мадрасе, но и в Бомбее и Калькутте.
Четтиары были родоначальниками банковского и страхового дела Тамилнада, именно они основали United India Insurance (1906, позже вошла в состав государственной Life Insurance Corporation), Indian Bank (1907), Indian Overseas Bank (1937) и Bank of Madurai (1943). 
С конца XVIII века четти уезжали из Южной Индии в британские колонии, где также занимались бизнесом. Почти в каждом крупном порту империи четти открывали свои меняльные конторы и ростовщические лавки, некоторые из которых со временем перерастали в семейные банки и торговые дома. Крупные общины четти сложились в Коломбо, Джафне, Рангуне, Джорджтауне, Куала-Лумпуре и Сингапуре. В Бирме им принадлежали горнорудные предприятия и треть всех рисовых полей, в Малайе — каучуковые плантации и оловянные рудники, на Цейлоне — чайные плантации. Также четти имели интересы на Яве, Суматре и в Сайгоне. 

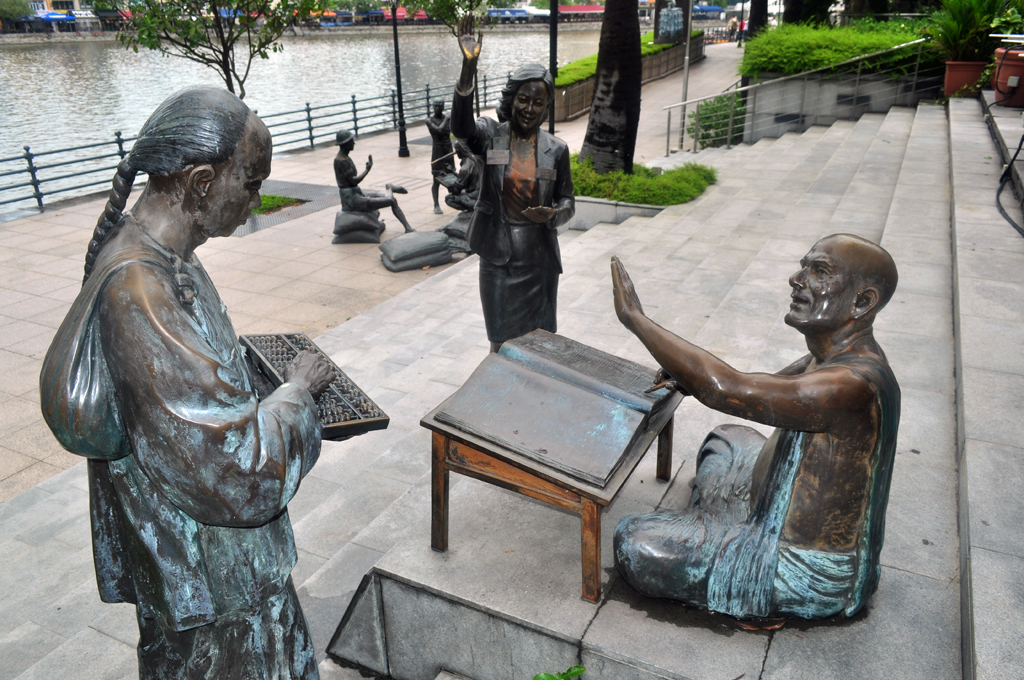
Скульптурная группа «От четтиаров до финансистов» на набережной Сингапура

Разбогатев на торговле рисом, солью, специями, чаем и ростовщических операциях, четти стали вкладывать капиталы в промышленное производство и плантации. Особенно они активизировались после обретения Индией независимости в 1947 году. Этому способствовал протекционизм властей, которые ограничили конкуренцию между индийским и иностранным капиталом. Кроме того, образование в Южной Индии национальных штатов, и прежде всего Мадраса, позволило защитить интересы четти от более сильных в финансовом и технологическом плане объединений марвари, парсов и банья.
По состоянию на конец 1970-х годов, предприниматели четти, и в особенности выходцы из общины (подкасты) нагаратхар, занимали сильнейшие позиции в текстильной промышленности Тамилнада. Мутхиа Четтиар возглавлял крупнейшую в Индии прядильную компанию Madurai Mills, а Тхиагараджан Четтиар — пятую по величине текстильную группу страны. Крупные текстильные, химические, торговые и финансовые компании, принадлежащие четти, охватывают своей деятельностью всю территорию Южной Индии. Это вызывает недовольство как региональных предпринимателей, так и населения южных штатов, что нередко отражается в негативном отношении ко всем тамилам.
К началу XXI чека четтиары продолжали оставаться одним из самых богатых и влиятельных сообществ Южной Индии, им принадлежали конгломераты Murugappa Group (Ченнаи), MAM Group и MAC Group, кинокомпания AVM Productions (Ченнаи), журнальная компания Kumudam Group (Ченнаи), большие активы в недвижимости и плантациях (особенно в Тамилнаде и округе Кург в Карнатаке). Четтиары традиционно влиятельны в банковском деле и текстильной промышленности, также их интересы сконцентрированы в нефтехимии, производстве удобрений, сахара, кофе, каучука и мопедов, кинопроизводстве и издательском бизнесе.
По состоянию на 2003 год наиболее богатыми и влиятельными четтиарами Индии были Эм. Ви. Ситха Суббиа (совладелец Murugappa Group), Мутхиа Рамасвами (совладелец MAM Group), Аннамалай Чидамбарам Мутхиа (совладелец MAC Group), братья Эм. Си. Мутхиа и Эм. Си. Петхачи (совладельцы различных активов), Карумутту Тхиагараджан Каннан (совладелец текстильной группы), Джавахар Паланиаппан (совладелец издательской группы Kumudam), Эн. Нараянан (совладелец Bayer India и инвестор в недвижимость), братья Ка. Эм. Тхиагараджан и Маникам Рамасвами (племянники Каннана, совладельцы текстильных компаний Tamarai Mills и Loyal Textiles, а также часовых магазинов), братья Пи. Лакшманан и Паланиаппан Чидамбарам (совладельцы плантаций и текстильной компании Karpagambal Mills), Висалакши Рамасвами (жена внука Аннамалая Четтиара, двоюродная сестра Мутхиа Рамасвами и Аннамалая Чидамбарама Мутхиа, владелица обширной недвижимости в Ченнаи).

## Ланкийские четти
На Шри-Ланке тамильские четти осели ещё в период португальского и голландского правления. В XVI — XVII веках они образовали крупные общины в портах Коломбо, Джафна и Галле. В северной части острова многие четти влились в состав более крупной тамильской касты веллалар, образовав подкасту четти веллалар. Часть четти западного Цейлона перешла в католицизм при португальцах, другая часть приняла протестантизм при голландцах и британцах, многие четти смешались с сингалами.   
В британский период Ассоциация четти Коломбо выступала за идентификацию касты как отдельной от остальной массы тамилов группы. Большинство современных четти ведут своё происхождение от тамильских эмигрантов из Мадурая, Тирунелвели и с Коромандельского побережья. Согласно переписи 2012 года, на острове насчитывалось свыше 6 тыс. четти. В основном они сконцентрированы в округе Гампаха (4,1 тыс.) и городе Коломбо (1,3 тыс.). Среди ланкийских четти преобладают торговцы, владельцы плантаций, ростовщики и банкиры.

## Малайзийские четти

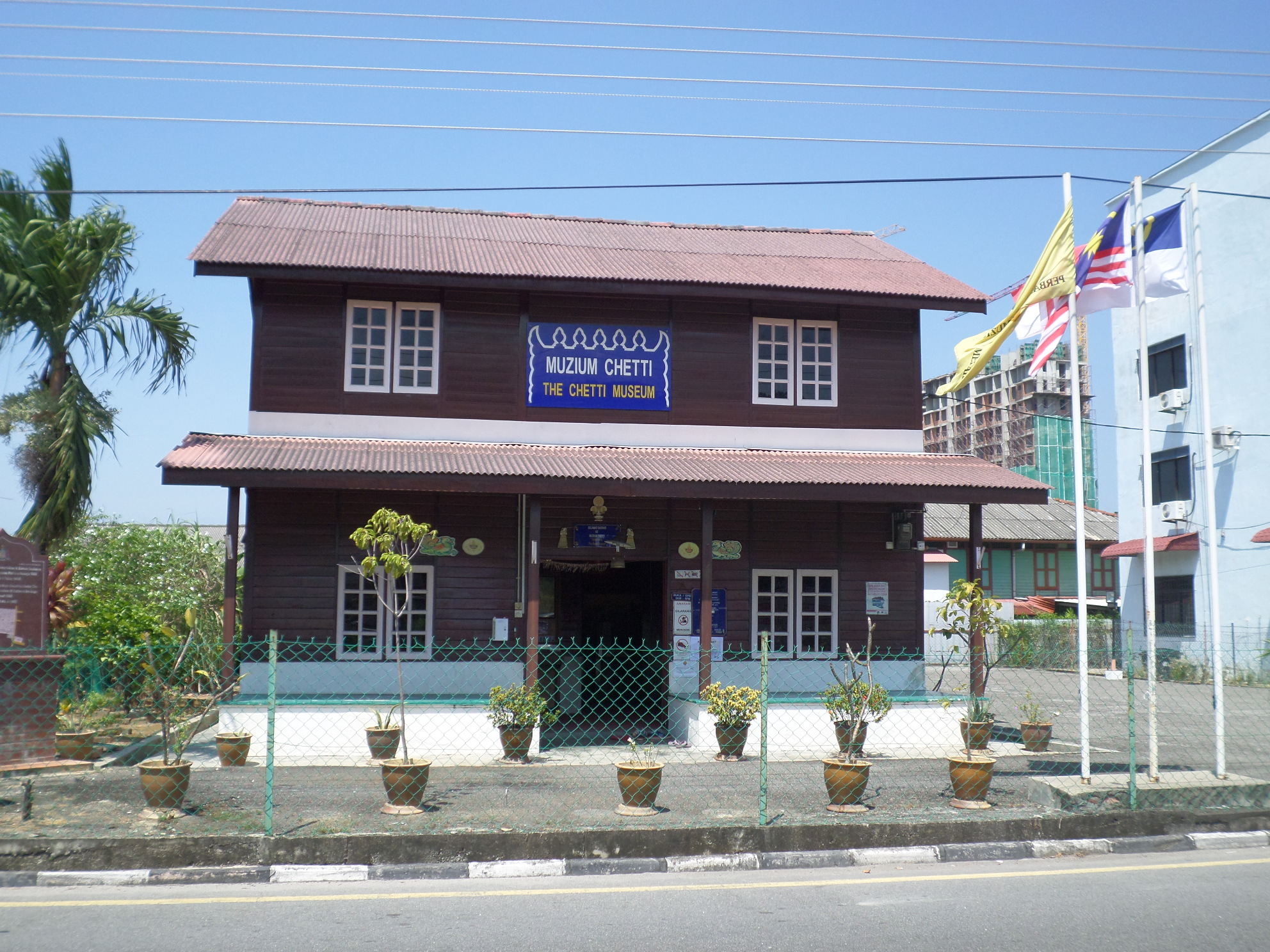
Музей четти в Малакке

В Малайзии и Сингапуре насчитывается около 2 тыс. четти (или на местный манер читти). Большинство четти являются потомками тамильских эмигрантов с Коромандельского берега и исповедуют индуизм. Они говорят на диалекте малайского языка с большим заимствованием тамильских слов, однако значительная часть молодёжи вообще не знает тамильского языка.
Первые тамильские торговцы из Южной Индии и Суматры осели в Малаккском султанате ещё в XV веке. Со временем они сильно смешались с местными малайцами и китайцами, однако после падения султаната в 1511 году четти потеряли связь с исторической родиной. В начале XVI века самым богатым человеком Малакки был Раджа Мудалиар из числа четти, который руководил портом и контролировал значительную часть местной торговли. Однако Мудалиар встал на сторону одной из фракций при султанском дворе, что повлекло за собой ослабление государства перед вторжением португальцев.
Под властью португальцев, голландцев и британцев четти частично утратили свою культуру и в значительной мере восприняли местные традиции. В 1781 году четти с разрешения голландских властей построили в Малакке храм Шри Поятха Муртхи, посвящённый Ганеше и Муругану.  

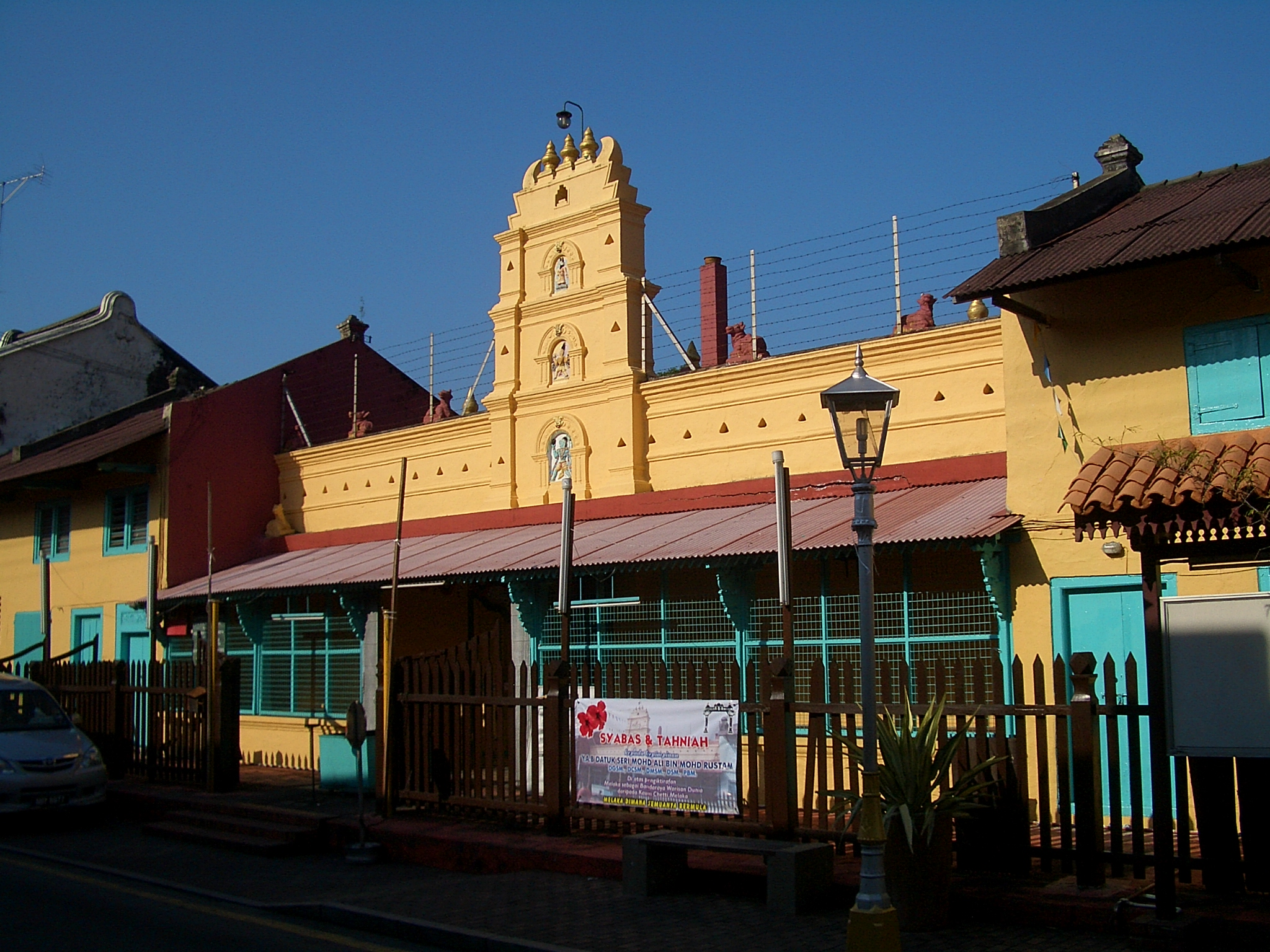
Храм Шри Поятха Муртхи в Малакке

В период британского правления храм Шри Поятха Муртхи являлся религиозным центром общины четти и управлялся богатой подкастой нагаратхар, также известной как наттукоттай четтиары (видные банкиры и ростовщики Малакки). Постепенно четти перебирались из Малакки в Сингапур и другие города Британской Малайи, создавая там отделения своих торговых и банкирских домов. Многие коммерсанты четти пострадали во время Азиатского финансового кризиса 1997—1998 годов. 
Малайзийские четти широко празднуют Дивали, Махашиваратри, Тайпусам, Понгал и Наваратри. Однако их этническая идентичность почти потеряна, современные четти Малайзии и Сингапура сильно ассимилированы другими индийцами, а также малайцами и китайцами (издревле мужчины четти путешествовали самостоятельно, а когда оседали, то брали в жёны местных женщин из числа малаек и китаянок). В религиозных обрядах малайзийских четти присутствуют элементы ислама и даосизма. 

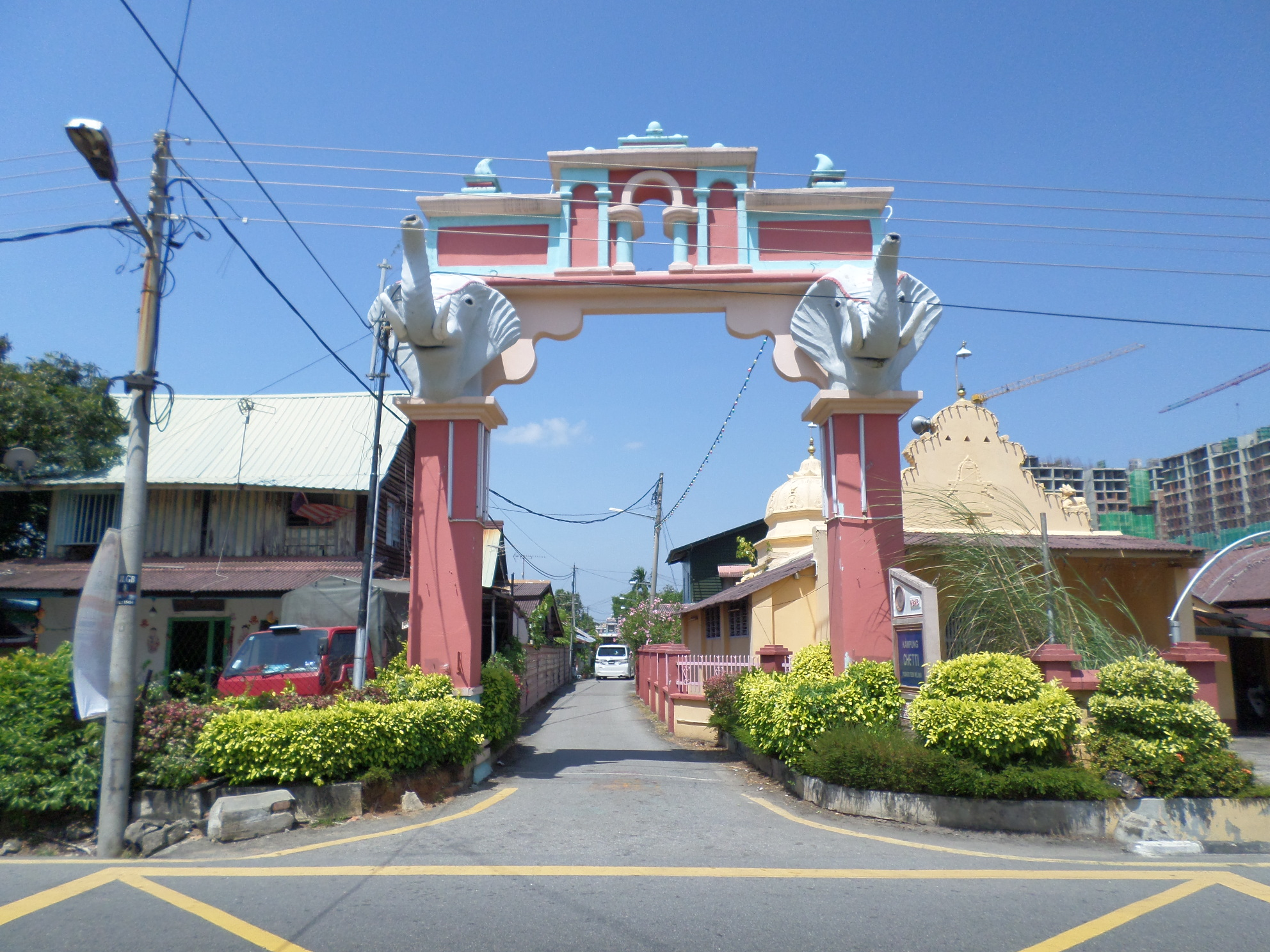
«Деревня четти» в Малакке

У малайзийских четти наблюдается некоторая обособленность от остальной массы индийцев страны: они не участвуют в общих религиозных праздниках, предпочитают фестивали в своих храмах, замкнутых даже по отношению к другим тамилам. Кроме того, у четти имеется уникальный праздник Парчу, который они отмечают дважды в год.
В культуре и быту (особенно в кулинарных предпочтениях, одежде и архитектуре) четти испытали сильное малайское влияние с некоторыми китайскими и европейскими элементами, хотя в сфере брака и сохраняют индийское влияние (также четти предпочитают не менять свои индийские фамилии). В искусстве четти заметно китайское культурное влияние.  
В Малакке существует квартал четти (Chitty Village или Kampung Chitty), в котором сохранились исторические здания и храм первой половины XIX века. В 2003 году в этом квартале открылся Музей четти, экспозиция которого рассказывает об истории, религии и быте общины (тут выставлены архивы, фотографии, одежда и мебель малайзийских четти).

## Видные представители

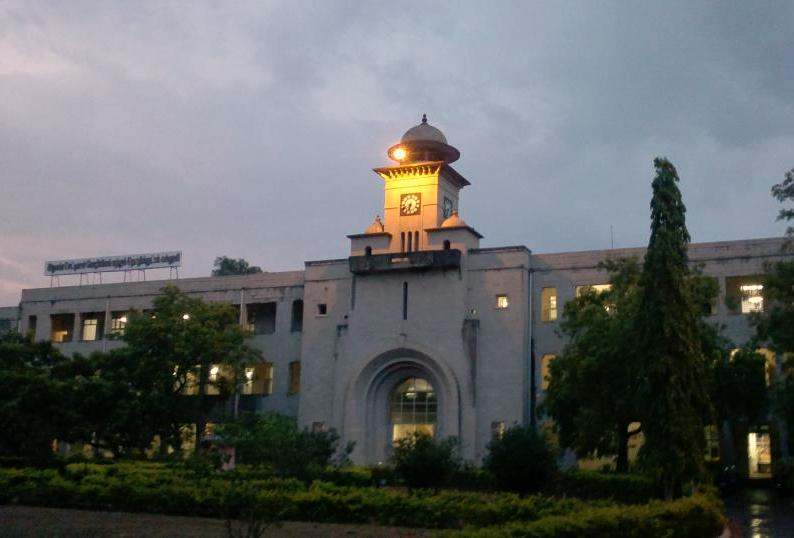
Инженерно-технологический колледж Алагаппы Четтиара в Карайкуди

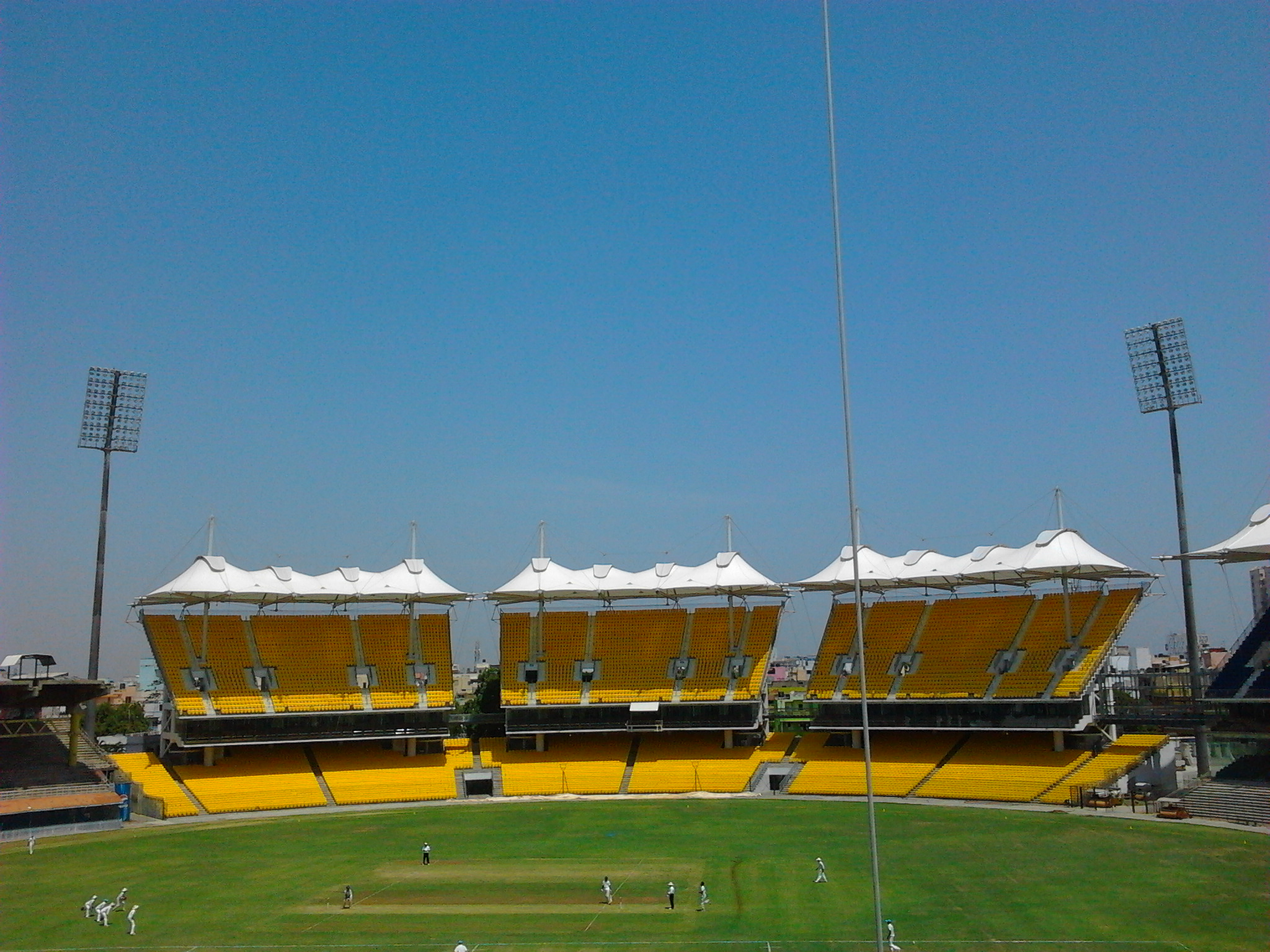
Стадион имени Чидамбарама в Ченнаи

- Саймон Кейси Четти (1807—1860) — был чиновников британской администрации, членом Законодательного совета Цейлона и судьёй.
- Малаяпурам Сингаравелу Четтиар (1860—1946) — основатель первого в Индии профсоюза и сооснователь Коммунистической партии Индии.
- Рамасвами Четтиар (1872—1918) — старший брат Аннамалая Четтиара, основатель Indian Bank в Мадрасе, построил на свои деньги школу и водопровод в Чидамбараме.
- Аннамалай Четтиар (1881—1948) — основатель Indian Bank в Мадрасе, конгломерата Chettinad Group (производство цемента, химическая промышленность, инфраструктура, энергетика, логистика, сельское хозяйство, образование, медицина) и университета Аннамалай в Чидамбараме, имел почётный титул раджи Четтинада.
- Мутхиа Четтиар (1887—1929) — племянник Рамасвами и Аннамалая Четтиаров, возглавлял Indian Bank в Мадрасе, был президентом торговой палаты Южной Индии и членом Имперского законодательного совета Индии.
- Карумутту Тхиагараджан Четтиар (1893—1974) — основатель текстильной группы, Bank of Madurai и Madurai Insurance Company, издатель газеты Tamil Nadu Daily, а также основатель политехнического колледжа Тхиагараджан (Триссур), инженерного колледжа Тхиагараджан и школы менеджмента Тхиагараджан (Мадурай).
- Летчуманан Четтиар (1897—1950) — крупный предприниматель, владевший на Цейлоне транспортными компаниями, чайными плантациями, текстильными фабриками и электростанциями, первый президент Цейлонского рабочего конгресса.
- Муругаппа Четтиар (1902—1965) — основатель конгломерата Murugappa Group (производство велосипедов, мопедов, автомобильных комплектующих, стальных труб, удобрений, абразивов, кофе, чая, сахара и кондитерских изделий, страхование, финансовые операции, недвижимость, сельское хозяйство) и президент Мадрасской торгово-промышленной палаты.
- Мутхиа Четтиар (1905—1984) — сын Аннамалая Четтиара, был мэром Мадраса, министром образования Мадрасского президентства, президентом торговой палаты Южной Индии и президентом Федерации индийских торгово-промышленных палат, имел почётный титул раджи Четтинада.
- Авичи Мейяппа Четтиар (1907—1979) — основатель кинокомпании AVM Productions и один из родоначальников Колливуда.
- Мутхиа Чидамбарам Четтиар (1908—1954) — сын Мутхиа Четтиара старшего, основатель Indian Overseas Bank и текстильной компании Travancore Rayons, был одним из руководителей Indian Bank и United India Assurance.
- Алагаппа Четтиар (1909—1957) — основатель компаний Cochin Textiles и Alagappa Textiles, а также университета Алагаппа в Карайкуди и технологического колледжа Алагаппа при университете Анны (Ченнаи), был награждён Падма бхушан[36].
- Раманатхан Четтиар (1913—1995) — сын Рамасвами Четтиара, был мэром Мадраса (1951—1952), членом Лок сабхи (1957—1967) и директором Резервного банка Индии.
- Миттайя Аннамалай Чидамбарам (1918—2000) — сын Аннамалая Четтиара, возглавлял Indian Aluminium Company, основал Southern Petrochemical Industries Corporation, был мэром Мадраса, президентом торговой палаты Южной Индии, президентом Ассоциации крикета Индии и Ассоциации крикета Тамилнада, президентом Всеиндийской ассоциации большого тенниса, его именем назван стадион Чидамбарам в Ченнаи.
- Реджи Кандаппа (1919—2003) — основатель и глава крупнейшего рекламного агентства Шри-Ланки Grant McCann Erickson.
- Мутхиа Четтиар Чидамбарам Мутхиа (1929—2006) — сын Мутхиа Чидамбарама Четтиара, возглавлял Indian Overseas Bank (1954—1969), United Fire and General Insurance, Andhra Pradesh State Finance Corporation и Indian Bank, владел крупным автодилером Reliance Motor Company, был президентом торговой палаты Южной Индии.
- Мутхиа Рамасвами (1931—2015) — сын Мутхиа Четтиара младшего и внук Аннамалая Четтиара, был главой Chettinad Group, основателем MAM Group (производство стройматериалов и угля, информационные технологии, ветровая энергетика, плантационное хозяйство) и членом Раджья сабхи (2004—2010), владел обширной недвижимостью в Ченнаи и лучшей в стране конюшней скаковых лошадей, имел почётный титул раджи Четтинада.
- Мутхиа Четтиар Чидамбарам Петхачи (1934) — сын Мутхиа Чидамбарама Четтиара, возглавлял текстильную компанию Travancore Rayons и Индийский институт упаковки, владел кофейными плантациями в Индии и плантациями в Малайзии, был президентом Азиатской упаковочной федерации и почётным консулом Финляндии в Индии.
- Аннамалай Чидамбарам Мутхиа (1941) — сын Миттайя Аннамалая Чидамбарама и внук Аннамалая Четтиара, основатель MAC Group (нефтехимия, удобрения, логистика, недвижимость, лизинг и полупроводники), возглавлял Southern Petrochemical Industries Corporation, Tamil Nadu Petroproducts, Standard Motor и несколько других компаний, был президентом Ассоциации крикета Индии, Ассоциации крикета Тамилнада и Федерации индийских торгово-промышленных палат, а также членом Международного совета крикета.
- Аруначалам Четтиар Лакшманан (1942) — судья Верховного суда Индии (2002—2007), председатель Законодательной комиссии Индии.
- Паланиаппан Чидамбарам (1945) — внук Аннамалая Четтиара и племянник Миттайя Аннамалая Чидамбарама, начинал карьеру юристом, был министром финансов Индии (2004—2008 и 2012—2014), министром внутренних дел страны (2008—2012), членом Лок сабхи и Раджья сабхи, владел кофейными плантациями в Карнатаке.
- Джеярадж Фернандопулл (1953—2008) — член парламента Шри-Ланки (1989—2008), министр гражданской авиации (2000—2001), министр торговли (2004—2007) и министр дорожного развития Шри-Ланки (2005—2008).
- Карумутту Тхиагараджан Каннан — сын Карумутту Тхиагараджана Четтиара, совладелец текстильных компаний Thiagarajar Mills, Virudhunagar Textiles и Sundaram Textiles, производителя мопедов TVS Motor Company и производителя комплектующих Sundaram Brake Linings, двух частных колледжей в Мадурае и обширной недвижимости.